# Neon kovblyuki
Neon kovblyuki is een spinnensoort in de taxonomische indeling van de springspinnen (Salticidae).
Het dier behoort tot het geslacht Neon. De wetenschappelijke naam van de soort werd voor het eerst geldig gepubliceerd in 2004 door Dmitri Viktorovich Logunov.